# Matti Niemi
Matti Juhani Niemi, finski veslač, * 6. junij 1937, Viljakkala.
Niemi je bil krmar finskega četverca s krmarjem, ki je na Poletnih olimpijskih igrah 1956 v Melbournu osvojil bronasto medaljo.